# Lista över linjära rum
Detta är en lista över linjära rum (vektorrum) inom ren matematik.
- Bairerum
- Banachrum
- Besovrum
- Bochnerrum
- Cantorrum
- Dualrum
- Euklidiskt rum
- Eilenberg-MacLanerum
- Fockrum
- Fréchetrum
- Hardyrum
- Hilbertrum
- Hölderrum
- Kolmogorovrum
- LF-rum
- Lp-rum
- Minkowskirum
- Montelrum
- Moorerum
- Morrey–Campanatorum
- Orliczrum
- Rieszrum
- Schwartzrum
- Sobolevrum
- Tsirelsonrum